# Challenger de Marburgo 2017
El torneo Marburg Open 2017 fue un torneo profesional de tenis. Perteneció al ATP Challenger Series 2017. Se disputó en su 8.ª edición sobre superficie tierra batida, en Marburgo, Alemania entre el 3 al el 8 de julio de 2017.

## Jugadores participantes del cuadro de individuales
| Favorito | País                       | Jugador                | Rank1 | Posición en el torneo |
| -------- | -------------------------- | ---------------------- | ----- | --------------------- |
| 1        | Bandera de Noruega         | Casper Ruud            | 109   | Segunda ronda         |
| 2        | Bandera de Argentina       | Guido Pella            | 114   | Primera ronda         |
| 3        | Bandera de Bélgica         | Arthur De Greef        | 115   | Semifinales           |
| 4        | Bandera de Bielorrusia     | Uladzimir Ignatik      | 135   | Segunda ronda         |
| 5        | Bandera de República Checa | Jan Šátral             | 142   | Primera ronda         |
| 6        | Bandera de España          | Guillermo García López | 143   | Semifinales           |
| 7        | Bandera de Eslovaquia      | Andrej Martin          | 148   | Segunda ronda         |
| 8        | Bandera de Italia          | Federico Gaio          | 162   | Primera ronda         |

- 1 Se ha tomado en cuenta el ranking del  de mayo de 2017.

### Otros participantes
Los siguientes jugadores recibieron una invitación (wild card), por lo tanto ingresan directamente al cuadro principal (WC):
- Benjamin Hassan
- Julian Lenz
- Kai Wehnelt
- Jaime Fermosell Delgado

Los siguientes jugadores ingresan al cuadro principal tras disputar el cuadro clasificatorio (Q):
- Matthias Bachinger
- David Pichler
- Tim Pütz
- João Pedro Sorgi

## Campeones

### Individual Masculino
- Filip Krajinović derrotó en la final a  Cedrik-Marcel Stebe, 6–2, 6–3

### Dobles Masculino
- Máximo González /  Fabrício Neis derrotaron en la final a  Rameez Junaid /  Ruan Roelofse, 6–3, 7–6(4).